# Аниматор.ру
Аниматор.ру (animator.ru) — российский интернет-проект, посвящённый русской и советской мультипликации. В его базе данных собрана информация о более чем 6200 мультфильмах, 11 500 персоналиях и о 351 студии (по состоянию на 2016 год). Информация на сайте охватывает период более чем за 100 лет существования мультипликационного кино в России, СССР и странах СНГ, начиная с 1912 года. Вся информация находится в свободном доступе. В справочных изданиях о России сайт animator.ru получает высокие оценки и рекомендуется для подробного изучения советской и российской мультипликации. На странице Комиссии анимационного кино Союза кинематографистов России «Аниматор.ру» указывается в качестве официального сайта профессионального сообщества.
Имеет самый высокий тематический индекс цитирования среди сайтов, посвящённых мультипликации (1700).

## История
Сайт был создан в 2000 году на базе данных, собранных киноведом Наталией Венжер, при финансовой поддержке кинокомпании «Мастер-фильм»; позднее был также получен грант от Федерального агентства по печати и массовым коммуникациям. В дальнейшем база значительно пополнилась за счёт информации из «Энциклопедии отечественной мультипликации» (2006) Сергея Капкова, который исполняет функции главного редактора сайта. Администратором ресурса выступает Фёдор Хитрук-младший — внук советского мультипликатора Фёдора Хитрука.
Основой сайта является база данных с навигацией по фильмам, студиям и персоналиям русского и советского мультипликационного кино. Ведётся на русском и английском языках. В отдельную базу помещён список международных анимационных фестивалей. Кроме того, на сайте активно функционирует новостная лента, где регулярно публикуются новости из мира отечественной мультипликации, анонсы фестивалей и спецпоказов, некрологи и так далее.
Значительный раздел составляет архив статей о мультипликации и фестивалях мультипликационного кино. Специально для «Аниматор.ру» написан ряд уникальных статей. Среди авторов — киновед и пресс-атташе фестиваля «КРОК» Сергей Капков; киновед, программный директор фестиваля в Суздале Наталья Лукиных; историк мультипликации, сотрудник НИИ киноискусства Георгий Бородин; киновед, преподаватель ВГИК Алексей Орлов; журналист и программный директор Большого фестиваля мультфильмов Мария Терещенко; киновед, сотрудник Государственного института искусствознания Александра Василькова и другие. Несколько статей написали художники-мультипликаторы Леонид Шварцман, Юрий Норштейн, Юрий Прытков и Марина Курчевская. Также на сайте были опубликованы дневниковые воспоминания известного художника-мультипликатора и книжного иллюстратора Евгения Мигунова.
В апреле 2005 года Федеральное агентство по печати и массовым коммуникациям назвало «Аниматор.ру» в числе социально значимых интернет-проектов, на поддержку которых планируется выделить средства из бюджета. Руководителей сайта пригласили выступить на круглом столе с участием представителей Совета Федерации РФ, ЮНЕСКО, Института социологии РАН и других структур, где обсуждались вопросы создания, поддержки и финансирования подобных проектов. В роли докладчиков выступили Тамара Цоцория и Александр Герасимов. Было отмечено, что сайтом активно интересуются в профессиональной среде российских и западных мультипликаторов и журналистов.
В 2008 году команда сайта была удостоена премии «Слон» от Гильдии киноведов и кинокритиков России в номинации «Киноведение и кинокритика в электронных СМИ, новые технологии».
В 2009 году сайт выступил одним из организаторов круглого стола «Государственная политика по поддержке анимации: проблемы и перспективы во время кризиса и после», на котором спикерами выступили различные специалисты в области отечественной мультипликации и кино, а также директор Департамента кинематографии Министерства культуры Российской Федерации Сергей Зернов.
В 2010 году ресурс послужил площадкой для размещения открытого письма российского анимационного сообщества к президенту России Д. А. Медведеву с просьбой пересмотреть принципы государственной поддержки кинематографа. Авторами письма стали Фёдор Хитрук, Эдуард Назаров, Александр Петров, Леонид Шварцман, Андрей Хржановский, Анатолий Прохоров и Станислав Соколов, среди подписавшихся под обращением непосредственно на сайте «Аниматор.ру» были Юрий Норштейн и Константин Бронзит.

## Ассоциация анимационного кино России
С 2011 года сайт «Аниматор.ру» оказывает информационную поддержку в воссоздании и работе Ассоциации анимационного кино России. До конца 2010 года Ассоциация анимационного кино России указывалась в качестве подразделения Союза кинематографистов России, с марта 2011 года на сайте Союза кинематографистов России упоминается Комиссия анимационного кино, а Ассоциация анимационного кино России отсутствует в списке ассоциаций.
После регистрации 7 февраля 2012 года в качестве юридического лица Ассоциации анимационного кино России на сайте «Аниматор.ру» была опубликована первая версия устава Ассоциации. На портале ПрофиСинема animator.ru с 2012 года указывается в качестве сайта Ассоциации анимационного кино России. В 2013 году был запущен отдельный сайт Ассоциации анимационного кино России aakr.ru, однако и на отдельном сайте в качестве контактного адреса почты Ассоциации по состоянию на декабрь 2016 указывается aakr@animator.ru.